# Lionheart (Kate Bush)
Lionheart (data di pubblicazione: 12 novembre 1978) è il secondo album di Kate Bush.

## Descrizione
Pubblicato nel novembre del 1978 dopo solo pochi mesi dal grande successo di The Kick Inside ha un grosso impatto sul pubblico anche se non riesce a ottenere i molteplici riconoscimenti del predecessore. Kate Bush sembra cresciuta e ha raggiunto un miglior controllo delle sue capacità vocali. Il disco produce tre singoli Hammer Horror, che in Italia peraltro viene presentata come super ospite a Sanremo, Wow anche questa presentata a Sanremo, Symphony in Blue e Kashka from Bagdad (quest’ultimo uscito sono nel Regno Unito). Questi tre singoli uniti ai 5 prodotti dal disco precedente e l'album On Stage vedono Kate Bush in soli due anni presente nelle classifiche mondiali con 11 dischi.
Nella primavera del 1979 Kate si impegna nel suo unico tour fino al 2014 e ha numerose date europee. Il singolo Wow è un grande successo, al punto che viene scelto persino come parte della colonna sonora del pluripremiato videogioco Grand Theft Auto - Vice City ambientato nel 1986.

## Tracce
1. Symphony in Blue – 3:34
2. In Search of Peter Pan – 3:46
3. Wow – 3:58
4. Don't Push Your Foot on the Heartbrake – 3:12
5. Oh England My Lionheart – 3:10
6. Fullhouse – 3:14
7. In the Warm Room – 3:35
8. Kashka From Baghdad – 3:55
9. Coffee Homeground – 3:38
10. Hammer Horror – 4:39